# Bothropoides pauloensis
Bothropoides pauloensis là một loài rắn trong họ Rắn lục. Loài này được Amaral mô tả khoa học đầu tiên năm 1925.